# Курска област
Вижте пояснителната страница за други значения на Курск.
Курска област е субект на Руската Федерация, попадаща в Централния федерален окръг. Площ 29 997 km2 (94-то място по големина в Руската Федерация, 0,18% от нейната територия). Население на 1 януари 2018 г. 1 116 021 души (47-о място в Руската Федерация, 0,76% от нейното население). Административен център град Курск. Разстояние от Москва до Курск 536 km.

## Историческа справка
През 1095 г. град Курск за първи път се споменава в древните летописи. През ХІІІ в. градът е напълно унищожен от нашествието на татарите и възниква отново през 1586 г. като военно-отбранителен пункт. За първи път през 1152 г. в древните летописи се споменава и град Рилск, като има непотвърдени сведения, че градът е съществувал и по-рано от Х век. През 1650 г. като военно-отбранителен пункт възниква крепостта Обоян, която от 1779 г. е призната за град Обоян. През 1664 г. за град е признато селището Суджа, а през 1779 г. селищата: Лгов, Шчигри, Дмитриев и Фатеж. От XVII век южната част от областта е в границите на Слободска Украйна. На 13 юни 1934 г. са образувани Курска област и Воронежка област от бившата Централночерноземна област. На 17 септември 1934 г. Курска област се разделя на две части – на юг Курска област, а на север Орловска област. На 6 януари 1954 г. Курска област отново се дели на две части – на север остава Курска област, а на юг се образува Белгородска област.

## Географска характеристика
Курска област се намира в югозападната част на Европейска Русия, в Централния федерален окръг. На северозапад граничи с Брянска област, на север – с Орловска област, на североизток – с Липецка област, на изток – с Воронежка област, на югоизток – с Белгородска област и на югозапад и запад – с Украйна. В тези си граници заема площ от 29 997 km2 (94-то място по големина в Руската Федерация, 0,18% от нейната територия).
Областта е разположена в централната част на Източноевропейската равнина, по югозападните склонове на Средноруското възвишение, в лесостепната зона. В най-високите централни части (височина до 275 m) са разположени Фатежко-Лговските, Обоянските и Тимско-Щигровските (вододела между водосборните басейни на Днепър и Дон) височини. Релефът ѝ е ерозионен, силно разчленен от оврази и суходолия, като най-гъста е мрежата от оврази на север, а също и покрай десните брегове на реките Сейм, Свапа и Псьол.
Климатът е умереноконтинентален. Средна януарска температура от -7,7 °C на запад (село Тьоткино) до -9,4 °C на север (сгт Понири), средна юлска от 18,8 °C на север до 19,4 °C на запад. Годишната сума на валежите варира от 550 – 600 mm на югозапад, до 480 – 500 mm на изток и югоизток, като около 70% от тях падат през периода от април до октомври, през лятото често като порои. През пролетта често духат сухи източни и югоизточни ветрове. Вегетационния период (минимални денонощни температури 5 °C) продължава от 182 – 188 дни на север до 187 – 193 дни на юг.
В областта има около 900 реки (с дължина над 1 km) с обща дължина около 7,6 хил. km. Те принадлежат към водосборните басейни на две големи реки – Днепър (78% от територията на областта) и Дон (22%, източната част). Към басейна на Днепър принадлежат реките Сейм (526 km в пределите на областта, ляв приток на Десна, която е ляв приток на Днепър) с притоците си Свапа, Тускар, Реут, Рат и др. и горното течение на Псьол (ляв приток на Днепър), а към басейна на Дон – реките Оскол (най-горното течение, ляв приток на Северски Донец, която е десен приток на Дон). Подхранването им е смесено с преобладаване на снежното. За тях е характерно високо пролетно пълноводие, лятно-есенно маловодие и ясно изразено зимно маловодие. Замръзват в края на ноември или началото на декември, а се размразяват в края на март или началото на април.
В Курска област има около 1800 естествени и изкуствени водоеми с обща площ около 205 km2 и те са предимно крайречни езера – старици. Най-голямото езеро в областта е езерото Макове с площ едва 1,31 km2, а всички останали са много по-малки. Изкуствените водоеми са значително по-големи от естествените. Най-големи са: Староосколското водохранилище на река Оскол, разположено на границата с Белгородска област, Курското и Курчатовското водохранилища на река Сейм.
Курска област е разположена в лесостепната зона. Най-разпространени са различните разновидности на черноземните почви, а на северозапад – сивите горски почви. Около 69% от територията на областта са обработваеми земеделски земи, като естествената растителност се е съхранила само в някои защитени местности. Горите заемат около 8% от територията ѝ, като на северозапад залесеността достига 13 – 14%, а на изток 1 – 2%. По долините на реките, в пониженията и овразите преобладават широколистните гори от дъб, ясен, липа, клен, а иглолисти се срещат на отделни участъци по пясъчните тераси на по-големите реки. Животинският свят е беден.

## Население
На 1 януари 2018 населението на областта наброява 1 116 021 души (47-о място в Руската Федерация, 0,76% от нейното население). Гъстота на населението – 37,2 души/km2(2018 г.) (40,2 души/km2 – 2005 г.).
| Националности | Население в хиляди – 2002 година (Руски Архив на оригинала от 2011-10-10 в Wayback Machine.) |
| ------------- | -------------------------------------------------------------------------------------------- |
| Руснаци       | 1184,0                                                                                       |
| Украинци      | 20,9                                                                                         |
| Арменци       | 5,9                                                                                          |
| Беларуси      | 2,9                                                                                          |
| Цигани        | 2,3                                                                                          |
| Азербайджанци | 1,9                                                                                          |
| Татари        | 1,6                                                                                          |
| Молдовани     | 1,3                                                                                          |
| Турци         | 1,2                                                                                          |
| Грузинци      | 1,0                                                                                          |

## Административно-териториално деление
В административно-териториално отношение Курска област се дели на 5 областни градски окръга, 28 муниципални района, 10 града, в т.ч. 5 града с областно подчинение (Железногорск, Курск, Курчатов, Лгов и Шчигри) и 5 града с районно подчинение и 22 селища от градски тип.
| Административна единица | Площ (km2) | Население (2018 г.) | Административен център | Население (2018 г.) | Разстояние до Курск (в km) | Други градове и сгт с районно подчинение |
| ----------------------- | ---------- | ------------------- | ---------------------- | ------------------- | -------------------------- | ---------------------------------------- |
| Областни градски окръзи |            |                     |                        |                     |                            |                                          |
| 1. Железногорск         | 112        | 100 671             | гр. Железногорск       | 100 671             | 121                        |                                          |
| 2. Курск                | 189        | 449 063             | гр. Курск              | 449 063             |                            |                                          |
| 3. Курчатов             | 65         | 38 776              | гр. Курчатов           | 38 776              | 47                         |                                          |
| 4. Лгов                 | 38         | 19 176              | гр. Лгов               | 19 176              | 85                         |                                          |
| 5. Шчигри               | 21         | 15 540              | гр. Шчигри             | 15 540              | 61                         |                                          |
| Муниципални райони      |            |                     |                        |                     |                            |                                          |
| 1. Беловски             | 951        | 15 491              | слобода Белая          | 2598                | 115                        |                                          |
| 2. Болшесолдатски       | 811        | 11 236              | с. Болшое Солдатское   | 2681                | 78                         |                                          |
| 3. Глушковски           | 851        | 19 503              | сгт Глушково           | 4544                | 141                        | Тьоткино                                 |
| 4. Горшеченски          | 1396       | 16 018              | сгт Горшечное          | 5497                | 128                        |                                          |
| 5. Дмитриевски          | 1270       | 14 854              | гр. Дмитриев           | 6619                | 159                        |                                          |
| 6. Железногорски        | 991        | 15 890              | гр. Железногорск       |                     | 121                        | Магнитни                                 |
| 7. Золотухински         | 1158       | 21 751              | сгт Золотухино         | 4579                | 45                         |                                          |
| 8. Касторенски          | 1225       | 15 218              | сгт Касторное          | 3458                | 151                        | Новокасторное, Олимски                   |
| 9. Конишевски           | 1135       | 8744                | сгт Конишевка          | 3478                | 108                        |                                          |
| 10. Кореневски          | 872        | 16 163              | сгт Коренево           | 5483                | 121                        |                                          |
| 11. Курски              | 1657       | 57 692              | гр. Курск              |                     |                            |                                          |
| 12. Курчатовски         | 621        | 18 759              | гр. Курчатов           |                     | 47                         | Иваново, им. Карла Либкнехта             |
| 13. Лговски             | 1030       | 12 003              | гр. Лгов               |                     | 85                         |                                          |
| 14. Мантуровски         | 1017       | 12 414              | с. Мантурово           | 2767                | 94                         |                                          |
| 15. Медвенски           | 1080       | 16 432              | сгт Медвенка           | 4393                | 36                         |                                          |
| 16. Обоянски            | 1027       | 29 830              | гр. Обоян              | 13 413              | 60                         |                                          |
| 17. Октябърски          | 628        | 24 611              | сгт Прямицино          | 5395                | 20                         |                                          |
| 18. Понировски          | 673        | 10 969              | сгт Понири             | 4737                | 76                         |                                          |
| 19. Пристенски          | 1001       | 15 515              | сгт Пристен            | 5122                | 78                         | Кировски                                 |
| 20. Рилски              | 1505       | 31 609              | гр. Рилск              | 16 319              | 124                        |                                          |
| 21. Советски            | 1201       | 17 004              | сгт Кшенски            | 5540                | 126                        |                                          |
| 22. Солнцевски          | 1052       | 13 733              | сгт Солнцево           | 4069                | 55                         |                                          |
| 23. Суджански           | 995        | 26 773              | гр. Суджа              | 5738                | 105                        |                                          |
| 24. Тимски              | 882        | 10 879              | сгт Тим                | 3003                | 65                         |                                          |
| 25. Фатежки             | 1282       | 18 220              | гр. Фатеж              | 5999                | 45                         |                                          |
| 26. Хомутовски          | 1195       | 9117                | сгт Хомутовка          | 3579                | 214                        |                                          |
| 27. Черемисински        | 813        | 9128                | сгт Черемисиново       | 3382                | 88                         |                                          |
| 28. Шчигровски          | 1265       | 10 111              | гр. Шчигри             |                     | 61                         |                                          |

|  | Тази страница частично или изцяло представлява превод на страницата „Административно-территориальное деление Курской област“ в Уикипедия на руски. Оригиналният текст, както и този превод, са защитени от Лиценза „Криейтив Комънс – Признание – Споделяне на споделеното“, а за съдържание, създадено преди юни 2009 година – от Лиценза за свободна документация на ГНУ. Прегледайте историята на редакциите на оригиналната страница, както и на преводната страница, за да видите списъка на съавторите. ВАЖНО: Този шаблон се отнася единствено до авторските права върху съдържанието на статията. Добавянето му не отменя изискването да се посочват конкретни източници на твърденията, които да бъдат благонадеждни. |

## Селско стопанство
Растениевъдството е 70% от тази индустрия. Отглеждат ръж, пшеница, ечемик; и също фуражни, технически култури; картофи и зеленчуци.
| хиляди хектара | 2117 | 1855,4 | 1639,1 | 1363,4 | 1197,6 | 1355,3 | 1619,3 |

## Известни жители на Курска област
- Серафим Саровский – руски монах, църковен деятел и почитан светец от руския народ.
- Александър Руцкой – политик